# The Nightmare of Being
The Nightmare of Being je sedmi studijski album švedskog melodičnog death metal sastava At the Gates objavljen 2. srpnja 2021. godine.

## Snimanje
Album bio je snimljen u tri glazbena studija. Bubnjevi su snimljeni u studiju Gröndal u Stockholmu s Jensom Bogrenom. Gitarist Andy LaRocque snimio je gitaru i bas-gitaru u Train Studio u Varbergu. Vokale je snimio Per Stålberg u studiju Welfare u Göteborgu. Mastering i miks albuma učinjen je u Fascination Street Studios u Örebru. Autor naslovnice albuma je Eva Nahon.

## Koncept
Pjevač Tomas Lindberg smatra da je to konceptualni album o pesimizmu. Prije pisanja tekstova proučavao je filozofiju pesimizma. The Nightmare of Being mračan je, ali ne negativan.

## Popis pjesama
| 1.    | »Spectre of Extinction«               | 4:49 |
| 2.    | »The Paradox«                         | 4:43 |
| 3.    | »The Nightmare of Being«              | 3:49 |
| 4.    | »Garden of Cyrus«                     | 4:25 |
| 5.    | »Touched by the White Hands of Death« | 4:07 |
| 6.    | »The Fall into Time«                  | 6:45 |
| 7.    | »Cult of Salvation«                   | 4:24 |
| 8.    | »The Abstract Enthroned«              | 4:26 |
| 9.    | »Cosmic Pessimism«                    | 4:31 |
| 10.   | »Eternal Winter of Reason«            | 3:38 |
| 45:37 |                                       |      |

## Recenzije
The Nightmare of Being je uglavnom dobio pozitivne kritike. Katrin Riedl s Metal Hammer dala je albumu pet i pol od sedam zvjezdica. Izjavila je da album koristi eksperimentalne zvučne elemente i poziva slušatelja na uzbudljivo putovanje otkrića.

## Zasluge
| At the Gates - Jonas Björler – bas-gitara, mellotron, Hammondove orgulje, glasovir, rhodes, chamberlin - Adrian Erlandsson – bubnjevi - Tomas Lindberg – vokali - Martin Larsson – gitara - Jonas Stålhammar – gitara | Dodatni glazbenici - Lars-Erik Almberg – tuba (na pjesme 5., 6., 8.) - Marcus Carlsson – fagot (na pjesme 5., 6.) - Rajmund Follmann – violončelo (na pjesme 5., 6., 8., 9.) - Alberto Alvarez Garcia – klarinet (na pjesme 5., 6., 9.) - Gunnar Hjorth – klasična gitara (na pjesmi 1.) - Peter Nitsche – kontrabas (na pjesme 5., 6., 8., 9.) - Jill Widen – flauta (na pjesmi 5.) - Anders Gabrielsson – saksofon (na pjesmi 4.) - Fredrik Hulthe – viola (na pjesme 5., 6., 8., 9.) - Tini Fjeldli – violina (na pjesme 5., 6., 8., 9.) Ostalo osoblje - Eva Nahon – grafički dizajn - Jens Bogren – snimanje (bubnjevi), miks, mastering - Andy LaRocque – glavna gitara (na pjesmi 1.), snimanje (gitara, bas-gitara) - Per Stålberg – snimanje (vokal, saksofon) - Eugene Thacker – tekst (do pjesmi "Cosmic Pessimism") - Carsten Drescher – grafički dizajn - Ludde Näsvall – snimanje (dodatni: bubnjevi) - Martin Jacobson – snimanje (struni, limena puhačka glazbala, drevni instrumenti) - Ricardo Borges – miks (dodatni) |